# 尊孔復古
尊孔復古是中華民國初年的一場復興儒家的運動。
中華民國成立後，當局開始推行廢除學校誦讀儒家經典的政策。此舉引起康有為不滿。1912年10月，陳煥章、麥孟華等人在上海成立孔教會。該會成員模仿基督教教義將儒家宗教化（儒教或孔教），尊崇孔子為儒教教主，呼籲中華民國當局以儒教為國教。陳煥章還創辦孔教會雜誌。1913年3月，康有為創辦《不忍》雜誌，宣傳儒家思想。1913年8月，陳煥章等人曾向中華民國第一屆國會眾議院、參議院遞交孔教會請願書，要求以儒教為國教，寫進正草擬中的憲法內，被憲法起草委員會否決。9月3日，孔教會在北京國學行釋菜禮，24日，又在山東曲阜開全國大會。11月23日，推選康有為擔任會長、陳煥章任總幹事。
1914年初，孔教會在全球有130多個分會。是年將總會設于山東曲阜，上海、北京各設一事務所，又定于陰曆八月廿七日孔子誕在曲阜舉行釋奠禮。
孔教會的活動得到了袁世凱、黎元洪、倪嗣沖、李佳白、衛禮賢等人的青睞。袁世凱在執政時親自祭孔，並下令全國的學校恢復誦讀儒家經典的課程。同時全國還陸續出現諸如孔道會、孔社等尊孔組織。1916年，在袁世凱去世後，孔教會再次向國會上書要求以儒教為國教，再度被拒絕。此後尊孔復古運動逐漸歸於沉寂。

## 引用來源
1. 1 2 3  . 侯杰，赵天鹭著 南京：江苏人民出版社 2017 第207页.
2. ↑  . 新聞報 (上海). 1913-11-04. 茲因新草憲法，本會請願國會，明定於憲法中……乃兩院擱置未議，而憲法起草委員會竟否決此案
3. ↑  . 盛京時報 (奉天). 1913-09-10.
4. ↑  . 盛京時報 (奉天). 1913-09-13.
5. ↑  . 盛京時報 (奉天). 1913-11-28. 二十三日，孔教會在該會事務所開會推舉會長……于是全體一致皆贊成舉康先生爲會長……該會雜誌向在上海出版……是日併議決將雜誌移至北京出版
6. ↑  . 盛京時報 (奉天). 1914-10-15.